# Tamil Evangelical Lutheran Church
Tamil Evangelical Lutheran Church (TELC) ist der Name der Tamilischen Evangelisch-Lutherischen Kirche in Tamil Nadu, Südindien. Die TELC wurde 1919 in der Tradition des Leipziger Missionswerks und der Schwedischen lutherischen Mission „Church of Sweden Mission (CSM)“ gegründet. Sie erreichte die volle Unabhängigkeit, als sie 1950 aus der Hand des Leipziger Missionswerks und der Schwedischen lutherischen Mission „Church of Sweden Mission (CSM)“ auch die Verantwortung für die kirchlichen Institutionen (Missionsstationen, Schulen, Internate und Krankenhäuser) in Tamil Nadu übernahm.

## Entstehung der TELC und ihr Streben nach völliger Unabhängigkeit
Im Jahr 1706 brachten die Deutschen Bartholomäus Ziegenbalg und Heinrich Plütschau als erste lutherische Missionare den Evangelisch-lutherischen Glauben nach Tamil Nadu. In dem von Dänen erworbenen indischen Küstenort Tranquebar begannen sie im Dienst der Dänisch-Halleschen Mission die lutherische Missionsarbeit. Durch die Arbeit lutherischer Missionare der Dänisch-Halleschen Mission, der Leipziger Mission und des in dieser Arbeit partnerschaftlich entstandenen schwedischen Missionswerkes „Church of Sweden Mission (CSM)“ wuchsen im Umkreis lutherischer Missionsstationen vor allem in der Mitte von Tamil Nadu innerhalb von 213 Jahren zahlreiche Kirchengemeinden und kirchliche Institutionen heran, die unter der Leitung des Seniors der Leipziger Mission standen.
Der leitende Senior hatte den Auftrag, die Interessen der Leipziger Mission gegenüber den Missionaren und den Mitgliedern und Führungskräften der entstehenden lutherischen Kirche in Tamil Nadu zu vertreten. Das bezeichnete der Titel Senior. Bis 1901 erweiterte sich die Bedeutung des Wortes Senior. Der Senior wurde zum Vorsitzenden des Missionsrates, der die Interessen der Leipziger Mission in Tamil Nadu wahrnahm. Ihm wurden pröbstliche Funktionen übertragen. Er erhielt 1901 zusätzlich den Titel Propst. Er war auch Präses der „Synode“ der Missionare.
Am 14. Januar 1919 erklärten die lutherischen Kirchengemeinden in Tamil Nadu auf der Synode zu Tanjore gegenüber der „Leipziger Mission“ und der „Church of Sweden Mission“ ihre Selbstständigkeit und gründeten die „Tamil Evangelical Lutheran Church (TELC)“. Sie stellten ihre damit neu gegründete Kirche ab 1921 unter die Leitung ihrer zunächst schwedischen und später indischen Bischöfe von Tranquebar.
Damit verloren die beiden Missionswerke „Leipziger Mission“ und „Church of Sweden Mission“ ihre Zuständigkeit und ihre Verantwortung für die von ihnen begründeten und nun umgewidmeten Kirchengemeinden. Bis zum Jahr 1950 blieb den beiden Missionswerken im Bereich der TELC nur noch die Führung und Verwaltung der von ihnen in Tamil Nadu aufgebauten kirchlichen Institutionen (beispielsweise Missionsstationen, Schulen, Internate und Krankenhäuser). Im Jahr 1950 übernahm die TELC auch die Führung und Verwaltung dieser kirchlichen Institutionen. Den beiden Missionsgesellschaften blieb danach als Aufgabe nur noch die Zahlung der Subventionen für die TELC und ein Stimmrecht, mit dem sie Entscheidungen der TELC nur beratend begleiten konnten.
Nach dem Ausbruch des Ersten Weltkrieges wurden die deutschen Missionare von den englischen Kolonialherren interniert und 1918 nach Deutschland zurückgebracht. Von 1914 bis zur Entsendung des Missionars Paul Gäbler im Jahr 1925 wirkten keine Missionare des Leipziger Missionswerkes in Tamil Nadu. Das Leipziger Missionswerk hatte bis 1914 ebenso wie die anderen deutschen Missionswerke die Zahlung von Gehältern der lutherischen Gemeinden und der kirchlichen Institutionen in Tamil Nadu subventioniert. Ab 1914 konnten die deutschen Missionswerke aufgrund der zurückgegangenen Spendengelder und wegen der Gehaltszahlungen in Deutschland, der kriegsbedingten Geldausfuhrsperren, der Nachkriegsinflation in Deutschland und der Weltwirtschaftskrise kein Geld nach Indien transferieren. So mussten andere lutherische Missionswerke die ausstehenden Zahlungen der deutschen Missionswerke übernehmen. Die amerikanische „United Lutheran Church of America (ULKA)“ zahlte mehr als 100.000 US-Dollar jährlich und die schwedische „Church of Sweden Mission“ zahlte allein in den neun Jahren von 1914 bis 1922 insgesamt rund 1.300.000 US-Dollar, musste aber die Subventionen der verschiedenen deutschen Missionswerke für die TELC und die Gehälter von neu ausgesandten deutschen Missionaren noch viele Jahre lang übernehmen, bis der Zweite Weltkrieg die Arbeit der deutschen Missionare in Indien beendete und bis die TELC ihre Ausgaben irgendwann ganz finanzieren würde, was selbst 1981 nicht abzusehen war.
Die TELC strebte die volle Unabhängigkeit an und übernahm 1950 auch die Verantwortung für die kirchlichen Institutionen in Tamil Nadu. Die gesamten kirchlichen und missionarischen Tätigkeiten wurden dem Kirchenrat (Church Council) der TELC untergeordnet. Anschließend blieb der Leipziger Mission und der Church of Sweden Mission (CSM) bei den Entscheidungen der nun selbständigen „Tamil Evangelical Lutheran Church (TELC)“ nur noch eine beratende Stimme.

## Die Selbständigkeit der TELC
Seit der Selbständigkeit der TELC wurde die Arbeit der Bischöfe und der Kirchenleitung durch innere Aufstände gefährdet, so dass das Weiterbestehen der TELC jeweils nur durch staatliche Gerichtsentscheide gesichert werden konnte. Eine solche Situation entstand beispielsweise im Jahr 2017, so dass die TELC „durch einen per Gerichtsentscheid eingesetzten Verwalter administrativ geleitet“ werden musste.
Im Jahr 2011 hatte die TELC 105.773 Gemeindeglieder in 110 Kirchengemeinden. Der Sitz der TELC befindet sich in P.O. Box 86 Tranquebar House, Trichynopoly, Tamilnadu, India 620 001.

## Ausbildungsstätten der Tamil Evangelical Lutheran Church
- Gurukul Lutheran Theological College & Research Institute, Chennai unterrichtet in der Sprache Englisch.[5]
- Tamilnadu Theological Seminary (TTS), Madurai bildet in der Sprache Tamil aus.[6]
- United Theological College (UTC), Bangalore unterrichtet in der Sprache Englisch.[7]
- Senate of Serampore College, Calcutta.

## Mitgliedschaften
- Lutherischer Weltbund
- Vereinigte Evangelisch-Lutherische Kirche in Indien

## Bedeutende Kirchen der Tamil Evangelical Lutheran Church
- TELC Holy Trinity Cathedral, Trichynopoly.
- TELC Adiaikalanathar Church
- TELC Christ Church, Thiruvotriyur, Chennai-600019
- TELC Arulnathar Church, kilpauk, Chennai
- TELC Anbunathar Church, Annanagar, Chennai
- TELC Holy Redeemer’s Church, Madurai
- TELC Emmanuel Church, Mayiladuthurai
- TELC New Jerusalem Church, Tranquebar
- TELC Zion Church, Trichynopoly.
- TELC Christ Church, Anaimalai.
- TELC World Saviour Church-Uluthukkupai, Mayiladuthurai
- TELC Pavanasar Lutheran Church – Bangalore.
- TELC Ziegenbalg Jubilee Church – Sirkali
- TELC St. Paul’s Church, Sengaraiyur
- TELC World Saviour Church, Pollachi
- TELC Bethlehem Church,(TBML College) Porayar
- TELC Arulnathar Church, Tirukattupalli Trichynopoly.
- TELC Saint John Church, Trichynopoly